# 김병호 (1943년)
김병호(金秉浩, 1943년 1월 15일~)는 대한민국의 정치인이다. 제16·17대 국회의원을 지냈다.
김병호는 경상남도 부산에서 출생이다. 부산진초등학교, 부산개성중학교, 경남고등학교를 나왔으며, 육군사관학교에 다니다 중퇴하고, 고려대학교 정치외교학과를 졸업했다. 국제신문에서 기자생활을 시작하여 언론통폐합으로 국제신문이 부산일보로 통합된 이후, KBS로 자리를 옮겨 정치부 부장, 보도본부장을 역임하며 이산가족찾기운동, 금모으기 운동을 진행하였다.
1999년 KBS 한국방송공사 기자 직위에서 퇴사 이후 한나라당에 입당하여 한나라당 상임위원을 지냈으며 한나라당 소속으로 제16·17대 국회의원을 역임하였고 한나라당 전임위원도 역임하였다.
2007년 대한민국 대통령 선거를 앞두고 한나라당 후보인 이명박 대신 무소속 이회창을 지지한다는 선언과 함께 한나라당을 탈당했다.
2015년 7월 23일 현재 한국언론진흥재단 이사장에 재임 중이다. 이사장 선임 과정에서 국무총리 지명자였던 문창극을 누르기도 했다.

## 역대 선거 결과
|  | 50.1% |

|  | 55.59% |